# Calea rhombifolia
Calea rhombifolia là một loài thực vật có hoa trong họ Cúc. Loài này được S.F.Blake mô tả khoa học đầu tiên năm 1923.